# Wienerfilharmonikernas nyårskonsert 1980

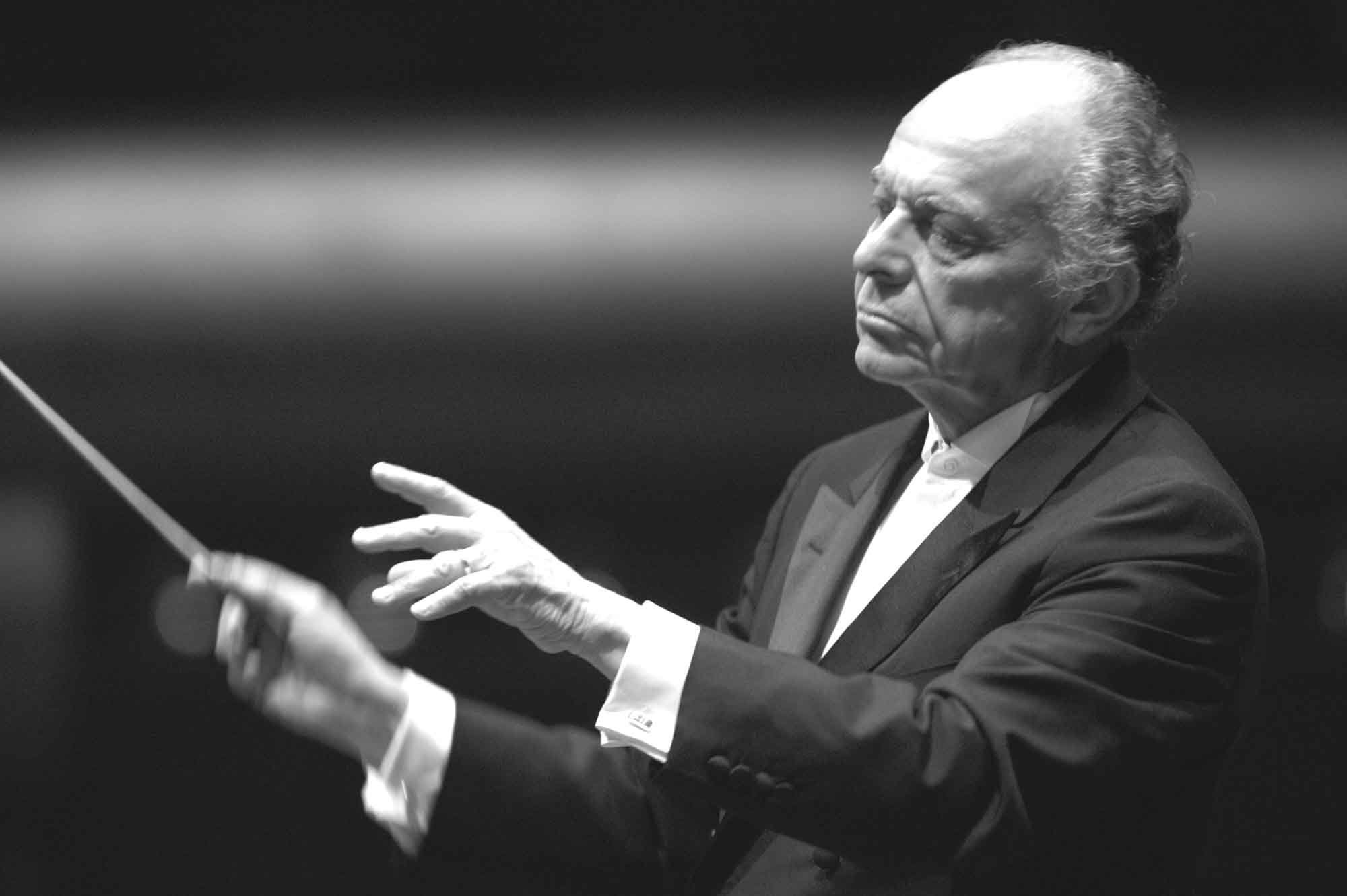
Lorin Maazel

Wienerfilharmonikernas nyårskonsert 1980 räknas som den 40:e Nyårskonserten från Wien och ägde rum den 1 januari 1980 i Wiens Musikverein. Det var den 22:a nyårskonserten vars 2:a del sändes på TV via Eurovision. 
1980 blev Lorin Maazel den första icke-österrikiske dirigenten för nyårskonserten. Willi Boskovsky skulle traditionsenligt ha dirigerat men drabbades den 30 januari 1979 av ett slaganfall som delvis förlamade hans högra kroppshalva. Under sommaren lyckades han trots åkomman dirigera de förinspelade balettinslagen men i oktober hade han inte tillfrisknat så han var tvungen att avgå från sin post. Wienerfilharmonikerna beslöt att engagera Mazel, som vid tillfället var tillförordnad chef för Wiener Staatsoper, att fullfölja konserten.
Utnämningen av Lorin Maazel, som inte var österrikare, till chef för Wiener Staatsoper och dirigent för nyårskonserten motsattes starkt av vissa konservativa och antisemiter i Österrike. Under framförandet av ouvertyren till Orfeus i underjorden spred motståndarna fördömande flygblad av Maazel från andra våningen i Musikverein. Det hängde också samman med det faktum att Offenbachs verk framfördes för första gången vid nyårskonserten, och att både Maazel och Offenbach var av judisk härkomst.

## Historia
Strikt räknat var det Wienerfilharmonikernas 35:e nyårskonsert, eftersom det inte var förrän 1946 som Josef Krips introducerade denna titel, som behölls 1947 och därefter. Dessutom var det den 41:a Årsskifteskonserten, då det vid årsskiftet 1939/40 gavs en Außerordentliches Konzert (extraordinär konsert) av Wienerfilharmonikerna, som dock ägde rum på nyårsafton 1939. 
Konserten präglades av tre egendomligheter, om vilka varken de närvarande, åskådarna eller lyssnarna informerades:
1. Efter att Willy Boskovsky av hälsoskäl var tvungen att ställa in dirigeringen av nyårskonserten 1980, överlämnade Wienerfilharmonikerna efter långa diskussioner dirigentskapet till Lorin Maazel med kort varsel.[3] Ingen tacksam uppskattning skänktes till Boskovsky under konserten, inte heller gavs det någon förklaring till dirigentbytet i konserten eller dess TV-sända 2:a del.[4] För själva konserten kunde Maazel bara ta över och utföra Boskovsys koncept och förberedande arbete, hans egna tolkningar var på grund av den kortsiktiga övertagandet inte möjliga att genomföras.
2. Likväl hade Willi Boskovsky dirigerat de preliminära inspelningarna av balettinslagen med Wienerfilharmonikerna, vilka hade spelats in i början av sommaren. Noga räknat hade nyårskonserten två dirigenter, Willi Boskovsky för de preliminära inspelningarna av balettsändningarna och Lorin Maazel för direktsändningen – som den enda av alla nyårskonserter hittills har denna konsert haft två dirigenter i TV-sändningen.[5]
3. Särskilt kritiskt var det faktum att TV-producenten Hermann Lanske under en repetition för konserten den 28 december 1979 kollapsade och blev medvetslös. Han avled i ambulansen som skulle ta honom till en intensivvårdsavdelning. Hans permanenta assistent under sändningens sista, Claus Viller, tog över bildregin med kort varsel.[5]

Medlemmar ur baletten i Wiener Staatsoper dansade till valsen Aquarellen av Josef Strauss och valsen Morgenblätter av Johann Strauss den yngre i koreografi av Gerlinde Dill.

## Program

### 1:a delen
- Johann Strauss den yngre: Ouvertyr till operetten Die Fledermaus
- Josef Strauss: Sphärenklänge, Vals, op. 235
- Johann Strauss den yngre: Neue Pizzicato-Polka, op. 449
- Johann Strauss den yngre: Perpetuum mobile, Musikalischer Scherz, op. 257
- Johann Strauss den yngre: Wiener Blut, Vals, op. 354

### 2:a delen
- Jacques Offenbach: Ouvertyr till Opéra bouffe Orfeus i underjorden*
- Johann Strauss den yngre: Morgenblätter, Vals, op. 279
- Johann Strauss den yngre: Fata morgana, Polka mazur, op. 330
- Johann Strauss den yngre: Banditen-Galopp, op. 378
- Johann Strauss den yngre: Klänge der Heimat, Csárdás ur operetten Die Fledermaus, o. op.
- Johann Strauss den yngre:  Kaiser-Franz-Joseph-I.-Rettungs-Jubel-Marsch, op. 126*
- Josef Strauss: Aquarellen, Walzer, op. 258
- Josef Strauss: Eingesendet, Polka schnell, op. 240

### Extranummer
- Carl Michael Ziehrer: Loslassen, Polka schnell, op. 386*
- Johann Strauss den yngre: An der schönen blauen Donau, Vals, op. 314
- Johann Strauss den äldre: Radetzkymarsch, op. 228

Verkförteckningen och verkens ordning finns på Wienerfilharmonikernas webbplats.
De verk markerade med * stod för första gången på programmet till en nyårskonsert.

## Weblänkar
- Programmet till nyårskonserten 1980 på wienerphilharmoniker.at